# Tōhoku (miasto)
Tōhoku (jap. 東北町 Tōhoku-machi) – miasto w Japonii, na wyspie Honsiu, w prefekturze Aomori. Według danych na rok 2020 miejscowość zamieszkiwało 16 428 mieszkańców , a gęstość zaludnienia wyniosła 50,3 os./km².